# Mansfield Park

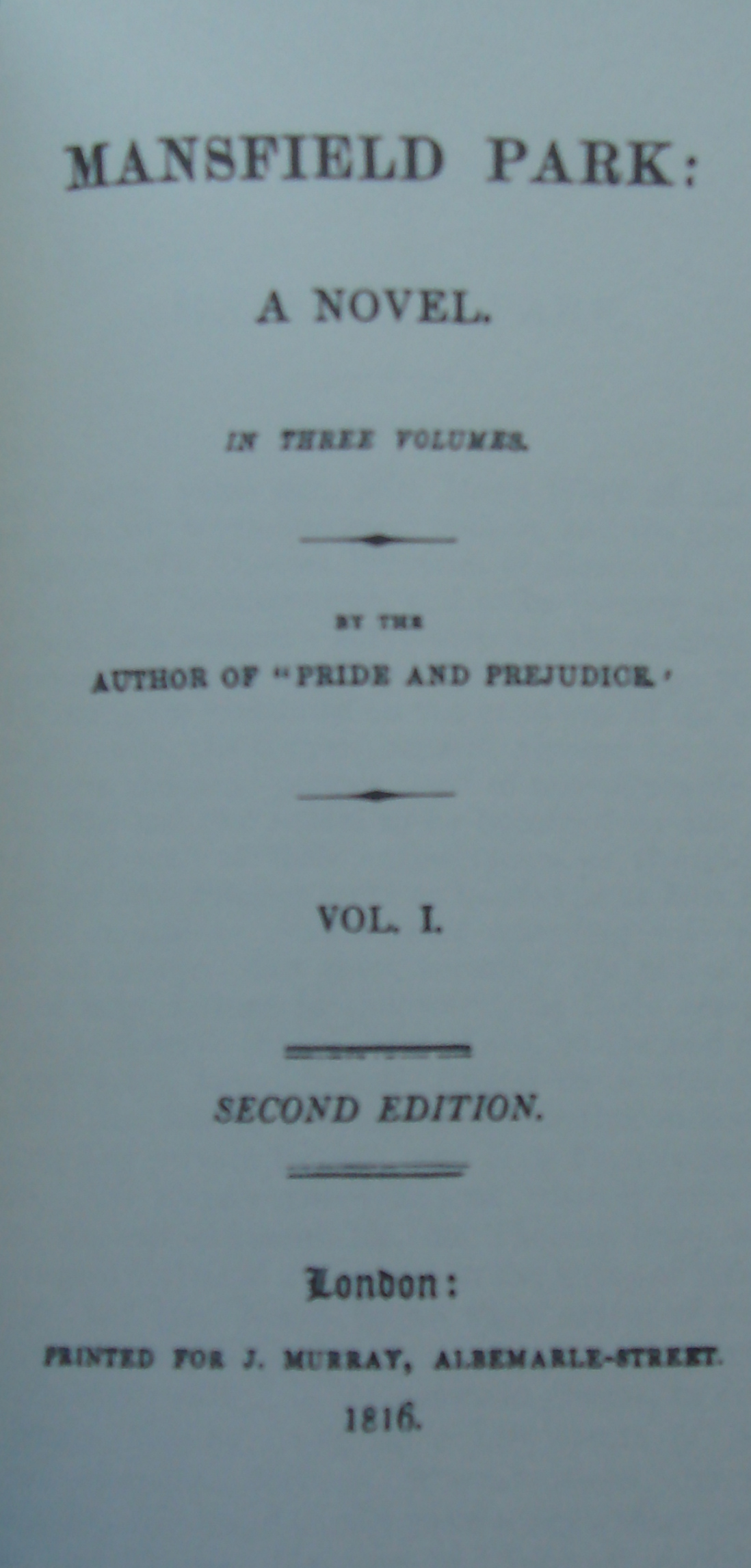
Mansfield Park, Titelblatt

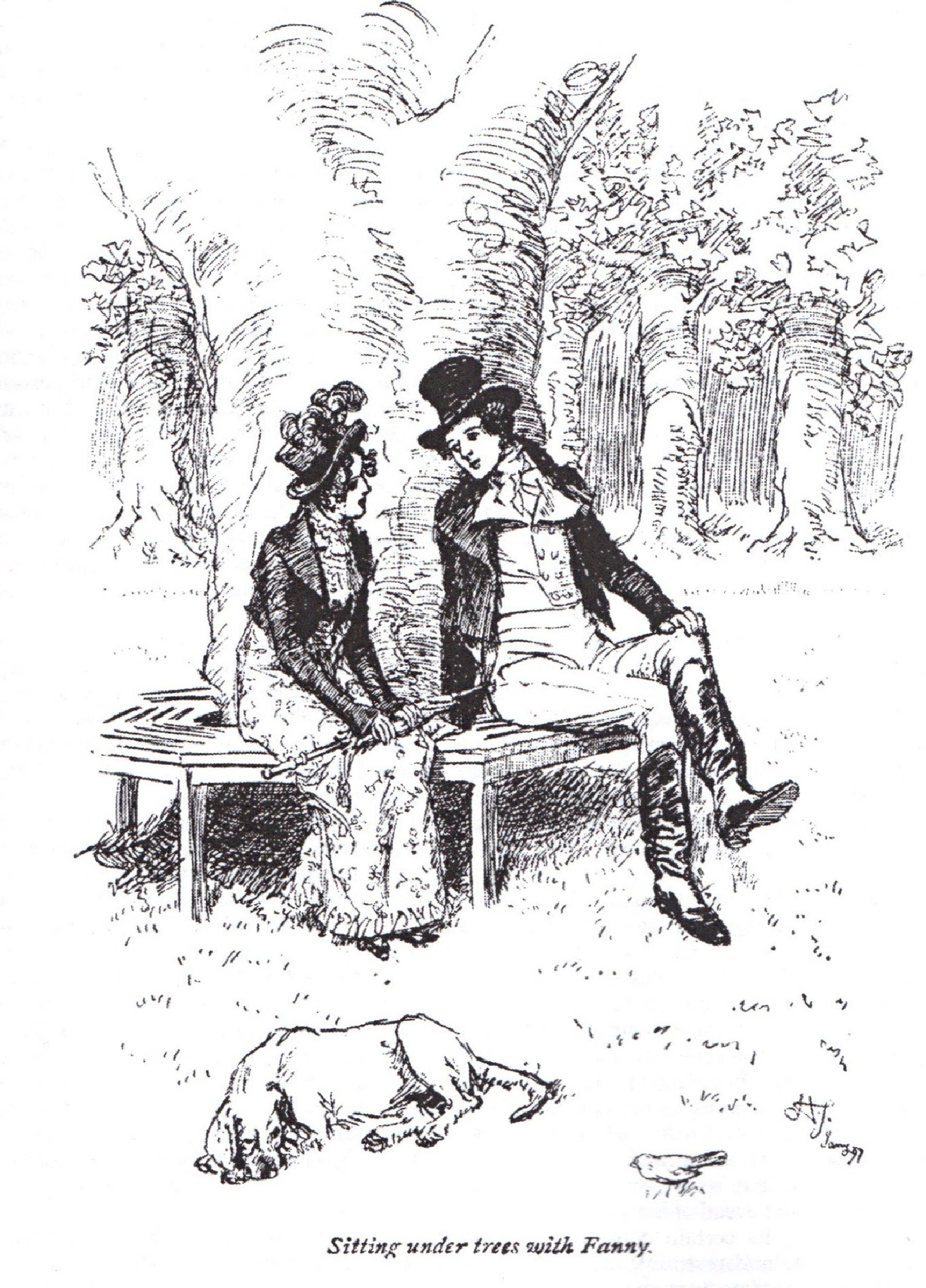
Illustration von Hugh Thomson (1897)

Mansfield Park ist ein Roman der englischen Schriftstellerin Jane Austen, der zwischen Februar 1811 und Sommer 1813 geschrieben und im Mai 1814 veröffentlicht wurde. Ebenso wie einige ihrer anderen Werke wurde auch dieser Roman anonym veröffentlicht.

## Inhalt
Die Hauptfigur ist Fanny Price, das zweitälteste Kind einer armen, kinderreichen Familie. Sie wird nach Mansfield Park geholt, um dort bei einer Schwester ihrer Mutter, Lady Bertram, zu leben, die mit dem reichen Sir Thomas verheiratet ist.
Dort wächst sie mit ihren vier Cousins und Cousinen heran: Tom, Edmund, Maria und Julia. Während Tom, Maria und Julia sie nie als gleichwertig behandeln, ist Edmund wirklich nett zu ihr und behandelt sie als seinesgleichen. Sie wird in Mansfield Park zwar geduldet, aber wirklich willkommen ist sie nicht. Obwohl sie während ihrer Kindheit dort oft sehr unglücklich ist, wächst sie mit einem starken Gefühl für Anstand und Tugend heran und bleibt ihrem älteren Bruder William eng verbunden, der zur Royal Navy gegangen ist. Mit den Jahren wird ihre Dankbarkeit für Edmunds Güte und Freundlichkeit mehr und mehr zu Liebe.
Mrs. Norris, eine weitere Schwester von Fannys Mutter, lebt ebenfalls in Mansfield. Sie mischt sich in Mansfield Park in alle Haushaltsangelegenheiten ein, verwöhnt die Bertramkinder, besonders Maria, über die Maßen, während sie Fanny geringschätzt und mit Worten demütigt. Sie macht der in ihren Augen ungebildeten Nichte bei jeder Gelegenheit das Leben schwer. Der gerechte Sir Thomas versucht, den verderblichen Einfluss seiner Schwägerin auf seine Kinder zu korrigieren. Dies misslingt ihm jedoch, und er wird mehr und mehr von seinen Töchtern als strenger Patriarch angesehen, dem gegenüber sie ihre wahren Gefühle und Meinungen verbergen. Er ist zwar, im Gegensatz zu seiner Frau, die kaum andere Interessen als nutzlose Nadelarbeiten und ihren Mops hat, sehr um die Erziehung der Kinder bemüht, behandelt diese aber ebenfalls nicht liebevoll und hat aufgrund seiner Reserviertheit keinen Zugang zu ihnen. Die beiden oberflächlichen Töchter Maria und Julia werden mit den Jahren immer eitler und eingebildeter, sind sehr von sich selbst eingenommen und messen ihren eigenen Wert nur an ihrer Schönheit und Herkunft, während Tom zu einem leichtsinnigen und verschwenderischen Partylöwen und Spieler wird. Nur Edmund übersteht als einziger der vier Geschwister seine Erziehung mit einem intakten Gefühl für Anstand.
Die eigentliche Handlung des Buches beginnt, als Sir Thomas für zwei Jahre nach Antigua verreist, nachdem er mit Problemen auf seiner dortigen Plantage konfrontiert wurde. Die gefühlsmäßigen Verwicklungen beginnen mit der Ankunft eines Geschwisterpaares, Mr. und Miss Crawford, die ihre Schwester Mrs. Grant besuchen. Diese ist die Gattin des derzeitigen Inhabers der Pfarrei von Mansfield Park. Miss Crawford und Edmund fühlen sich voneinander angezogen, obwohl Edmund oft über ihren Mangel an korrekten Manieren und ihre respektlosen Ansichten beunruhigt ist, speziell hinsichtlich seiner Berufung zum Geistlichen. Die wachsende Zuneigung zwischen den beiden bekümmert Fanny, die nicht nur fürchtet, Edmund zu verlieren, sondern auch fühlt, dass ihn seine Liebe zu Miss Crawford für deren schwere Charakterfehler blind macht. Mr. Crawford spielt in der Zwischenzeit mit der Zuneigung beider Bertramschwestern, ungeachtet der Tatsache, dass Maria bereits mit dem etwas einfältigen, aber sehr reichen Mr. Rushworth verlobt ist.
Bei der Rückkehr von Sir Thomas findet dieser die jungen Leute inmitten der Vorbereitungen für ein Theaterstück. Dies ist zu jener Zeit eine äußerst unpassende Beschäftigung für junge Damen adeliger Herkunft. Nur Fanny hat sich nicht daran beteiligt. Sir Thomas’ Ankunft führt zu einer Absage des Spiels, und Mr. Crawford reist ab. Marias Heirat mit Mr. Rushworth findet trotz der Eifersucht statt, die sie durch ihr Benehmen mit Mr. Crawford geschürt hatte. Das junge Ehepaar fährt zusammen mit Julia in die Flitterwochen. Während dieser Abwesenheit bekommt Fanny mehr Bedeutung für die Familie, und ihr Onkel zeigt ihr gegenüber mehr Zuneigung als früher.
Als Mr. Crawford nach einiger Zeit der Abwesenheit nach Mansfield Park zurückkommt, wird Fanny das neue Ziel seiner Flirtversuche. Ihre Freundlichkeit und Liebenswürdigkeit aber bringen seine Pläne zum Scheitern, und er verliebt sich in sie. Als er ihr jedoch einen Heiratsantrag macht, bringen ihr Wissen um sein früheres unkorrektes Verhalten gegenüber ihren Cousinen und auch ihre große Zuneigung zu Edmund sie dazu, seinen Antrag abzulehnen. Ihre Familie ist davon bestürzt, und Sir Thomas tadelt sie wegen Ungehorsams und Undankbarkeit. Fanny bleibt standhaft, wohl wissend, dass sie richtig gehandelt hat. Dies ist umso schwerer für sie, als sie ihre wahren Gründe der Ablehnung nicht offenbaren kann, ohne gleichzeitig Maria bloßzustellen, was Fanny auf keinen Fall möchte.
Sir Thomas schickt Fanny für einige Monate zu ihrer Familie nach Hause zurück, um ihr die vermeintliche Notwendigkeit klarzumachen, einen reichen Ehemann zu haben. Nach anfänglicher Freude über das Wiedersehen mit ihren Eltern und Geschwistern ist Fanny schockiert über den verwahrlosten und unorganisierten Haushalt sowie den rauen Umgangston in ihrem Elternhaus. Mr. Crawford kommt sie besuchen, um ihr darzulegen, dass er sich geändert habe und nun ihrer Gefühle wert sei. Auch durch die Hilfe, eine Beförderung für ihren Bruder William herbeizuführen, schafft er es mit dieser Strategie, Fannys negative Einstellung ihm gegenüber zu besänftigen, obwohl sie immer noch weit davon entfernt ist, ihn als Ehemann zu akzeptieren. Kurz nachdem er nach London abgereist ist, hört sie jedoch Gerüchte über einen Skandal, der ihn und ihre verheiratete Cousine Maria betrifft. Es zeigt sich später, dass Crawford nach der Wiederbelebung ihrer Bekanntschaft in London auch seine Flirts und kleinen Intrigen wieder aufnahm, was dazu geführt hat, dass Maria mit ihm durchgebrannt ist. Aufgrund dessen und wegen einer Krankheit Toms, die von einem vorhergehenden Trinkgelage ausgelöst wurde, sowie des Durchbrennens von Julia mit Mr. Yates ist die Situation in Mansfield Park schrecklich zu ertragen und Fanny wird wieder zurückgerufen, um ihrer Tante und ihrem Onkel in dieser Zeit beizustehen und sie zu trösten. Als Folge des Skandals trennt sich Edmund von Miss Crawford. Nach einiger Zeit erwidert er Fannys Zuneigung, und die beiden heiraten.

## Hauptpersonen
Fanny Price – Fanny Price ist das zweitälteste Kind einer großen Kinderschar und wird zu den Schwestern ihrer Mutter nach Mansfield Park geschickt. Fanny ist von ihrer Veranlagung her extrem schüchtern, zart, ängstlich und zurückhaltend. Trotzdem beweist sie bemerkenswerte Willensstärke und gewinnt im Verlauf der Handlung merklich an Selbstvertrauen.
Lady Bertram – Lady Bertram ist die Schwester von Fannys Mutter und mit dem vermögenden Sir Thomas Bertram verheiratet. Sie zeichnet sich durch extreme Indolenz und Trägheit aus und interessiert sich für kaum etwas, außer für ihren Mops und ihre Handarbeiten. Die Erziehung ihrer Töchter überlässt sie der Gouvernante und ihrer Schwester Mrs. Norris.
Mrs. Norris – Mrs. Norris ist die älteste Schwester von Lady Bertram und Fannys Mutter Frances, die mit ihrem Mann nahe Mansfield Park lebt. Ihr Gatte ist zunächst Pfarrer von Mansfield. Er stirbt im Laufe des Romans und Mr. Grant wird sein Nachfolger. Ihr großer Ehrgeiz ist es, sich im Haus ihrer Schwester unentbehrlich zu machen, solange dadurch keine Unkosten für sie selbst entstehen. Zu Beginn des Romans hat Sir Thomas großes Vertrauen in ihre Urteilsfähigkeit, da sie im Gegensatz zu Lady Bertram eine lebenstüchtige und zupackende Frau ist. Dieses schwindet berechtigterweise zunehmend, bis er schließlich nach dem Skandal um Maria und Mr. Crawford einsehen muss, sich erheblich in ihr getäuscht zu haben.
Mrs. Price – Fannys Mutter ist die Schwester von Lady Bertram und Mrs. Norris. Sie trotzte den Erwartungen ihrer Familie auf eine Heirat mit einem vermögenden Mann, indem sie eine reine Liebesheirat einging. Es stellte sich jedoch heraus, dass ihr Gatte Alkoholiker war, und sie hatte sich damit abzufinden, dass ihr Leben weit weniger bequem und angenehm verlief als das ihrer übrigen Familie. Mrs. Price ist mit ihren zahlreichen Kindern überfordert und daher froh, dass ihre älteste Tochter bei der Familie ihrer Schwester in Mansfield Park aufwachsen kann.
Sir Thomas Bertram – Der Gatte von Fannys Tante Maria, Lady Bertram, besitzt das Anwesen Mansfield Park sowie eine große Plantage in Antigua. Heute vermutet man, dass Jane Austen mit den „Problemen“ auf Sir Thomas’ Plantagen auf die damals in den britischen Kolonien legale Sklaverei anspielen wollte, auch wenn diese im Roman nicht explizit dargestellt wird. Fanny möchte jedoch in einer abendlichen Runde mit ihrem Onkel über den Sklavenhandel sprechen, woraufhin die Familie entsetzt verstummt. Auffällig ist die starke Zuwendung zum Familienkreis und insbesondere seine neu erwachende Wertschätzung Fannys nach dem Aufenthalt in Antigua. Trotzdem wirkt er nach außen distanziert und manchmal auch streng, weswegen ihm – mit Ausnahme von Fanny und Edmund – kaum Sympathien entgegengebracht werden. Seine eigenen Töchter empfinden seine Anwesenheit eher als bedrückend und auch Tom sieht in ihm nur seinen ständigen Kritiker
Tom Bertram – Der älteste Sohn von Sir Thomas und Lady Bertram ist in erster Linie an Zechgelagen in der Londoner Gesellschaft interessiert und genießt die Freuden des Theaters, gemeinsam mit seinem Freund Mr. Yates. Er hat zwar gute Grundsätze (so sieht er z. B. das Falsche an einer Theateraufführung während der vielleicht lebensgefährlichen Reise seines Vaters ein), handelt aber lieber zu seinem eigenen Vergnügen. Durch seinen ausschweifenden Lebenswandel und seine Neigung zum Spiel häuft er große Schulden an, die Sir Thomas gezwungen ist zu bezahlen – und zwar mit dem Geld, das eigentlich Edmund, Toms jüngerem Bruder, zugestanden hätte. Er muss aus diesem Grund die Edmund zugedachte Pfründe an Mr. Grant vermieten. Von einem seiner Trinkgelage kehrt Tom fieberkrank nach Hause zurück.
Edmund Bertram – Edmund ist der jüngere Sohn von Sir Thomas und Lady Bertram. Er strebt danach, Geistlicher zu werden. In ihrer Jugend finden Edmund und seine Cousine Fanny viele Gemeinsamkeiten; Edmund wird Fannys Lehrer, Vorbild und engster Verbündeter gegen den Rest der Familie, die ihren wahren Wert nur langsam erkennt. Erwachsen geworden, fühlt sich Edmund zunächst stark von Miss Crawford – charakterlich das genaue Gegenteil von Fanny und sich selbst – angezogen. Dabei verschleiert seine Verliebtheit zunehmend ihre für ihn nicht zu tolerierenden Schwächen, die er am Anfang noch halbwegs deutlich sieht. Schließlich erkennt er seine Liebe zu Fanny.
Maria Bertram – Die ältere Tochter von Sir Thomas und Lady Bertram wird mit dem reichen Mr. Rushworth verlobt, verwickelt sich aber in eine romantische Beziehung mit Mr. Crawford. Ohne Liebe, ja trotz einer gewissen Abneigung heiratet sie Mr. Rushworth allein wegen seines Vermögens und Ansehens, obwohl sie einen anderen liebt. Damit tut sie genau das Gegenteil von Fanny, die sich gegen alles gute Zureden standhaft gegen Crawfords Heiratsantrag wehrt, weil ihr Herz bereits Edmund gehört und weil sie weiß, wie wenig sie Crawfords Charakter schätzen könnte. Maria, die sich in ihrer Ehe langweilt, brennt schließlich mit Henry Crawford durch und schließt sich mit diesem Skandal selbst aus der Gesellschaft aus.
Julia Bertram – Die jüngere Tochter von Sir Thomas und Lady Bertram entwickelt ebenfalls starke Gefühle für Mr. Crawford, bemerkt jedoch früh, dass dieser ihre Schwester Maria vorzieht. Daraufhin beginnt sie einen Flirt mit Mr. Yates, mit dem sie nach dem Skandal um Maria durchbrennt. Ebenso wie Maria ist ihr das häufige Lob über ihre Schönheit, ihren Charakter und ihre Fähigkeiten beizeiten zu Kopf gestiegen, weswegen sich beide für unfehlbar halten. Dabei sind sie sehr egoistisch.
Mrs. Grant – Die Gattin des neuen Pfarrers der Mansfield-Pfarrei ist die Schwester von Mr. Henry Crawford und Miss Mary Crawford. Mit beiden teilt sie eine gewisse Leichtfertigkeit, was z. B. an ihrer Teilnahme an dem Theaterstück deutlich wird.
Mr. Henry Crawford – Der charmante und begehrte Junggeselle ist der Bruder von Mrs. Grant und Mary Crawford und zeigt Interesse an Maria, Julia und schließlich auch Fanny. Während er bei allen dreien nur die Absicht hat, sie in sich verliebt zu machen, ohne ernstere Absichten zu hegen, verliebt er sich wider Erwarten in Fanny, gerade weil sie das genaue Gegenteil ihrer Cousinen ist. Dabei zeigt sich seine Eitelkeit darin, dass er ihre Ablehnung gar nicht zur Kenntnis nimmt und einfach übergeht. Hier beweist er mangelndes Feingefühl. Trotzdem versucht er während seines Werbens um Fanny, sein Verhalten zu ändern, wodurch sich ihre Meinung von ihm verbessert. Wie oberflächlich und wenig dauerhaft seine Anstrengungen sind, zeigt sein Durchbrennen mit Maria. Damit hat er sich endgültig darum gebracht, Fannys Herz zu gewinnen.
Miss Mary Crawford – Miss Crawford ist die Schwester von Mr. Crawford und Mrs. Grant und zeigt großes Interesse an Edmund Bertram. Obwohl sie oft nur an sich selbst denkt, ist ihre Zuneigung zu Edmund offenbar echt, denn eine Heirat mit ihm wäre aus ihrer Sicht nicht allzu vorteilhaft. Er ist schließlich „nur“ ein zweiter Sohn und damit nicht der Haupterbe. Außerdem betrachtet Mary die gesellschaftliche Stellung des geistlichen Standes für sich als zu niedrig und hat – im Gegensatz zu Fanny und Edmund – ausgesprochen antiklerikale Ansichten. In ihr und ihrem Bruder wird – besonders im Kontrast zu Edmund und Fanny – der v. a. moralische Gegensatz zwischen Stadt (London) und Land deutlich.
Mr. Rushworth – Mr. Rushworth ist ein vermögender, allerdings törichter Mann, der sich mit Maria Bertram verlobt und diese schließlich auch heiratet.
Mr. Yates – Der beste Freund von Tom Bertram treibt sich mit diesem in der Londoner Gesellschaft herum und überführt deren Liebe fürs Theater auch nach Mansfield Park. Des Weiteren interessiert er sich auch für Toms jüngere Schwester Julia. Er verkörpert – mit Sir Thomas als heimlichem Gegenpart – wie sein Freund Tom den Konflikt der Generationen.
William Price – Fannys älterer Bruder, ein Marineoffizier, steht seiner Schwester sehr nahe. Er erinnert an Wentworth in Anne Elliot.
Susan Price – Susan ist eine der jüngeren Schwestern von Fanny. Nach Fannys Rückkehr zu ihrer Familie entwickeln beide eine enge Beziehung zueinander. Susan begleitet Fanny später zurück nach Mansfield Park und nimmt nach deren Heirat ihren Platz als Gesellschafterin von Lady Bertram ein.

## Trivia
In den Büchern der Harry-Potter-Reihe hat der Hausmeister der Hogwarts-Schule eine Katze. Diese, gehasst von allen Schülern, heißt Mrs. Norris, wie einer der Charaktere in Mansfield Park.
Vladimir Nabokov widmete dem Roman eine seiner Lectures on literature.

## Ausgaben
Originalausgaben
- Mansfield Park: a novel. In three volumes. By the author of „Sense and Sensibilty“ and „Pride and Prejudice“. T. Egerton, London 1814 (Erstausgabe).

Deutsche Übersetzungen
- Mansfield Park. Aus dem Englischen übersetzt von Trude Fein, Nachwort von Max Wildi. Manesse Bibliothek der Weltliteratur, Manesse Verlag, Zürich 1968, 5. Aufl. 1996, ISBN 3-7175-1026-6.
- Mansfield Park. Übersetzt von Ursula u. Christian Grawe. Nachw. u. Anmerkungen von Christian Grawe. Reclam, Stuttgart 2007, ISBN 978-3-15-020008-7.
- Mansfield Park. Aus dem Englischen von Margit Meyer. Aufbau Verlag, Berlin 2010, ISBN 978-3-7466-2570-6.

Hörbuch
- Jane Austen: Mansfield Park. Ungekürzte Lesung, aus dem Englischen von Ursula und Christian Grawe. Regie: Vera Teichmann. Gelesen von Eva Mattes. Argon-Verlag, Berlin 2014, ISBN 978-3-8398-1323-2.

## Adaptionen

### Film und Fernsehen
- 1983: Mansfield Park – BBC-Serie unter der Regie von David Giles, mit Sylvestra Le Touzel als Fanny Price, Nicholas Farrell als Edmund Bertram und Anna Massey als Mrs. Norris.
- 1999: Mansfield Park – Regisseurin und Drehbuchautorin war Patricia Rozema, Frances O’Connor spielte die Rolle der Fanny und Jonny Lee Miller Edmund (dieser spielte in der Verfilmung von 1983 einen der jüngeren Brüder von Fanny). In diesem Film wurden einige Hauptelemente der Geschichte drastisch abgeändert.
- 2007: Mansfield Park – britischer Fernsehfilm von Company Pictures mit Billie Piper als Fanny Price und Blake Ritson als Edmund Bertram.

### Hörspiele
- 2020: Mansfield Park (3 Teile) – Komposition: Martina Eisenreich; Bearbeitung (Musik): Lukas Langguth; Bearbeitung (Wort) und Regie: Iris Drögekamp (Hörspielbearbeitung – HR/SWR/Der Hörverlag).

Es sprachen u. a.: Sophie Rois (Erzählerin), Sina Martens (Fanny Price), Timo Weisschnur (Edmund Bertram), Felix von Manteuffel (Sir Thomas Bertram) und Frauke Poolman (Mrs. Norris).
- - Veröffentlichung: CD-Edition: Der Hörverlag (März 2021)[3]